# City of Angels: Music from the Motion Picture
City of Angels: Music from the Motion Picture é uma trilha sonora do filme City of Angels, lançado em 1998.